# Leandro Pita Romero
Leandro Pita Romero (Ortigueira, província de La Corunya, 22 de novembre de 1898 - Buenos Aires, 25 de juny de 1985) va ser un polític, diplomàtic, periodista i escriptor gallec.
Fill de l'advocat agrarista Leandro Pita Sánchez-Boadao, fundador de la Federació Agrària, estudia a La Corunya la carrera de magisteri i, posteriorment, ingressa en la facultat de Dret de Santiago de Compostel·la, obtenint el títol d'advocat en 1917. En aquest temps, comença a exercir el periodisme, escrivint en prestigiosos diaris de Madrid i altres ciutats, com Nuevo Heraldo, El Liberal, El Norte de Castilla, El Sol i Noticiero Sevillano.
També per aquesta època forma part de les Irmandades da Fala de La Corunya, organització aquesta de caràcter galleguista moderat, formada fonamentalment per intel·lectuals i professionals. A través del seu pare es relaciona amb el polític agrarista de centre Manuel Portela Valladares, amb el qual treballa durant una temporada com a secretari polític. AL produir-se el cop d'estat del general Miguel Primo de Rivera en 1923, Pita Romero tornà a La Corunya on comença a escriure en el Noroeste i posteriorment a El Orzan, del que va a ser director. En 1924 escriu en castellà una petita novel·la, El anarquista, traduïda posteriorment al gallec. En 1926 es fa càrrec de la presidència de la Federació Agrària de Ortigueira i en 1927 és elegit president de l'Associació Provincial de Ramaders i vocal de l'Associació General de Ramaders d'Espanya, formant part del Partit Agrari Republicà. La seva relació amb la gent del camp el va convertir en un home popular en el mitjà rural de la província de La Corunya.
Amb la caiguda de la monarquia i la instauració de la república, el 14 d'abril de 1931, forma part del gran front electoral impulsat a Galícia per Santiago Casares Quiroga, anomenat Federació Republicana Gallega. Per aquesta coalició es va presentar a les eleccions generals espanyoles de 1931, assolint una acta de diputat amb 43.181 vots. A les eleccions de 1933, en representació del PRG, va obtenir 82.916 vots. Durant el bienni negre (1933-1935) es distancià de Casares i s'incorpora al govern de centredreta del Partit Republicà Radical encapçalat per Diego Martínez Barrio i amb Alejandro Lerroux com a ministre de Marina. El 8 d'octubre de 1933 es converteix en el ministre més jove de la Segona República a l'ocupar la cartera de Marina, al capdavant de la qual estarà tot just dos mesos. Amb la victòria electoral de la dreta, al novembre de 1933, Lerroux forma govern el 16 de desembre d'aquest any, i el nomena ministre d'Estat, equivalent a ministre de Relacions Exteriors. En 1934 deixa aquest càrrec per a convertir-se en ministre sense cartera. Durant aquesta etapa representa a Espanya a Europa, sent nomenat ministre plenipotenciari i primer ambaixador de la República davant el Vaticà, on establí relacions amistoses amb el llavors secretari d'Estat, cardenal Pacelli, qui es convertirà després en el Papa Pius XII.
Amb el triomf del Front Popular, Pita Romero deixa el seu càrrec d'ambaixador, tornant a viure a La Corunya. En aquesta ciutat el sorprèn l'esclat de la Guerra Civil espanyola (18 de juliol de 1936). A pesar de ser un polític moderat i un catòlic practicant, ha d'exiliar-se, primer a Portugal i després a l'Argentina. En aquest país, treballa com a periodista i advocat, escrivint en alguns dels millors diaris i revistes d'aquest temps, com La Premsa, El Mundo, Crítica, La Capital i Leoplán. No va tornar a Espanya fins a 1960, fent-lo regularment a partir de llavors, encara que mai de forma definitiva.